# Putzkau

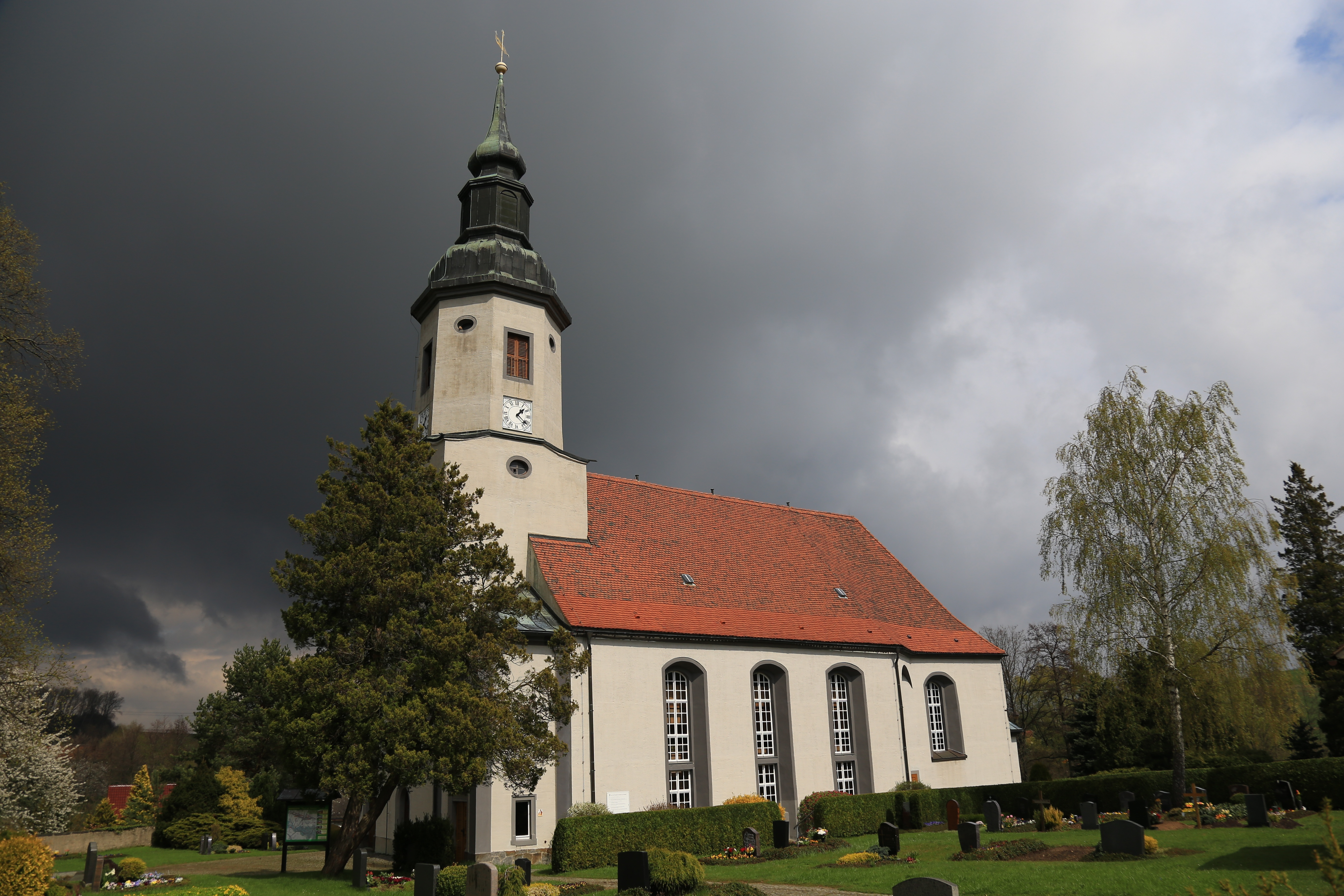
Marienkirche in Putzkau

Putzkau (obersorbisch Póckowy, lokal: Putzche) ist eine Ortschaft und ehemalige Gemeinde sowie ein heutiger Ortsteil der Gemeinde Schmölln-Putzkau im sächsischen Landkreis Bautzen.

## Geografie
Putzkau ist ein Waldhufendorf, das sich auf sechs Kilometern Länge durch das Wesenitztal zwischen Neukirch/Lausitz und Bischofswerda erstreckt und in beide Nachbarorte nahtlos übergeht. Es unterteilt sich in die Gemarkungen Niederputzkau im Westen und Oberputzkau im Osten. Außerhalb des Kernortes befinden sich die zu Putzkau gehörigen Ansiedlungen Hübelschänkhäuser, Vogelhäuser und Ziegelberghäuser.
Das Dorf gehört zur Oberlausitz. Naturräumlich bildet das obere Wesenitztal einen Teil der nördlichen Talwanne des Lausitzer Berglandes, welches hier dessen erste Bergkette mit dem Hohen Hahn nördlich von Putzkau von der zweiten Bergkette mit dem Valtenberg im Süden trennt.

### Nachbarorte
| Bischofswerda | Schmölln/OL                                 | Tröbigau         |
|               | Kompassrose, die auf Nachbargemeinden zeigt | Neukirch/Lausitz |
| Oberottendorf |                                             | Valtenberg       |

## Geschichte

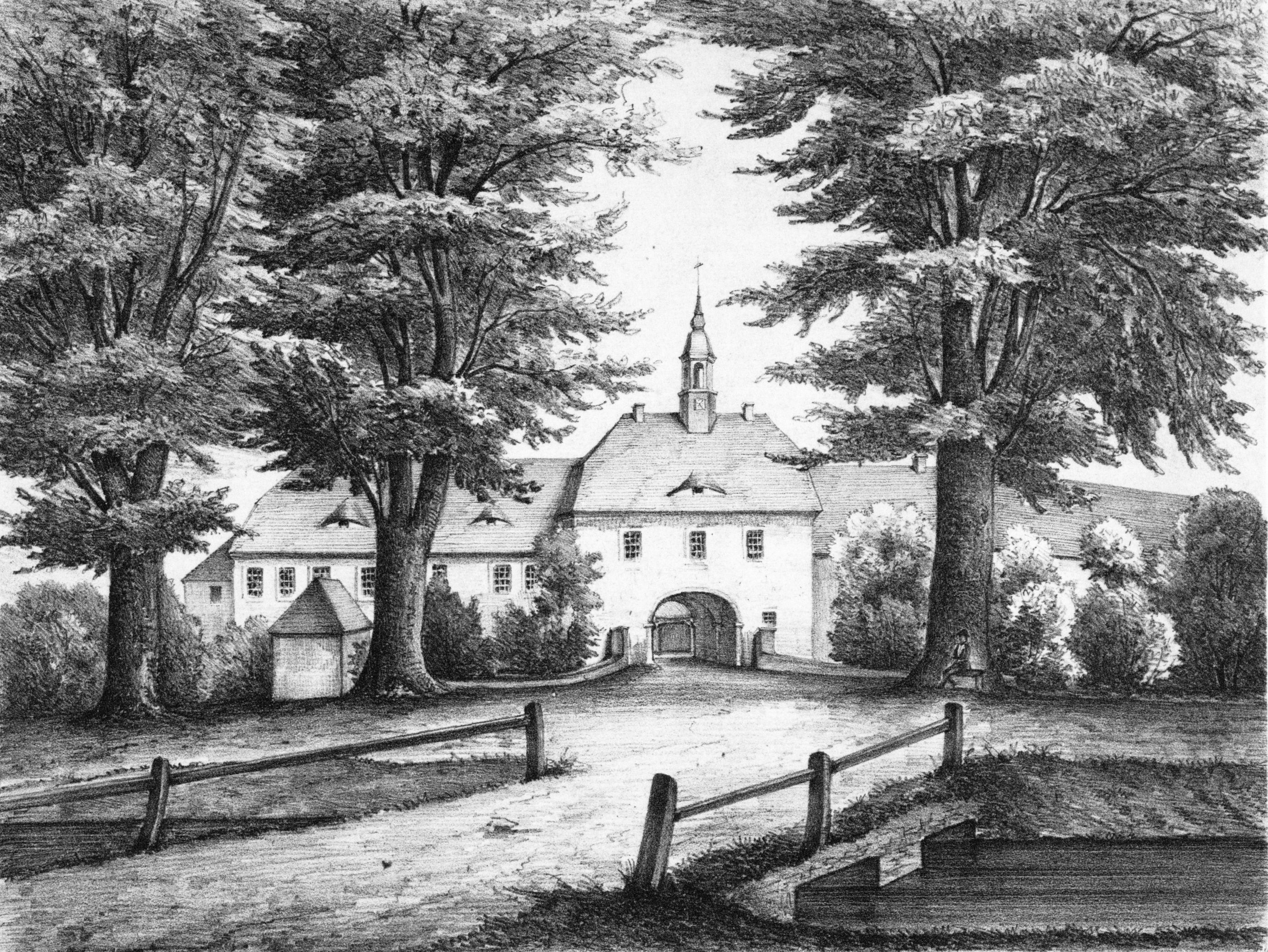
Rittergut Ober-Putzkau um 1850

Die erste Ortsnennung Putzkaus erfolgte im Jahre 1344 in einem Gerichtsprozess.
Das älteste Gebäude des Ortes ist die Kirche, die ab 1386 nachweisbar ist. In ihr wurde 1728 der dirigierende Minister Sachsen-Polens unter August dem Starken, Generalfeldmarschall Jacob Heinrich von Flemming, beigesetzt. Er hatte das Gut 1724 ersteigert; zuvor hatte es unter anderem dem Oberkämmerer Christian August von Haxthausen gehört.
Das historische Rittergut befand sich seit 1751 im Besitz des kursächsischen Diplomaten Graf Andreas von Riaucour (1722–1794), einem sehr angesehenen Politiker und bedeutenden Kunstsammler, der sich jedoch vorwiegend am kurpfälzischen Hof zu Mannheim aufhielt. Im Besitz seiner Familie, später genannt Schall-Riaucour, blieb die Liegenschaft bis 1945. Auf dem Epitaph von Andreas von Riaucours Söhnchen Adam Heinrich Peter (1761–1762), in der Mannheimer St.-Sebastian-Kirche, ist Putzkau als Besitz des Vaters ebenfalls genannt.
Im Rahmen der Errichtung der Süd-Lausitzer Bahn wurde 1878 nach nur zweijähriger Bauzeit das Putzkauer Viadukt fertiggestellt, das als Wahrzeichen des Ortes betrachtet werden kann und sich im Ortswappen sowie im offiziellen Wappen der Gemeinde Schmölln-Putzkau wiederfindet. Das Viadukt ist eine 400 Meter lange, 18 Meter hohe in einem Bogen gebaute Brücke über das Wesenitztal.
Die Gemeinde Putzkau entstand 1934 durch den Zusammenschluss von Ober- und Niederputzkau und bestand bis 1994, als sie durch freiwilligen Zusammenschluss mit Schmölln und Tröbigau in der Gemeinde Schmölln-Putzkau aufging.

## Wirtschaft und Infrastruktur

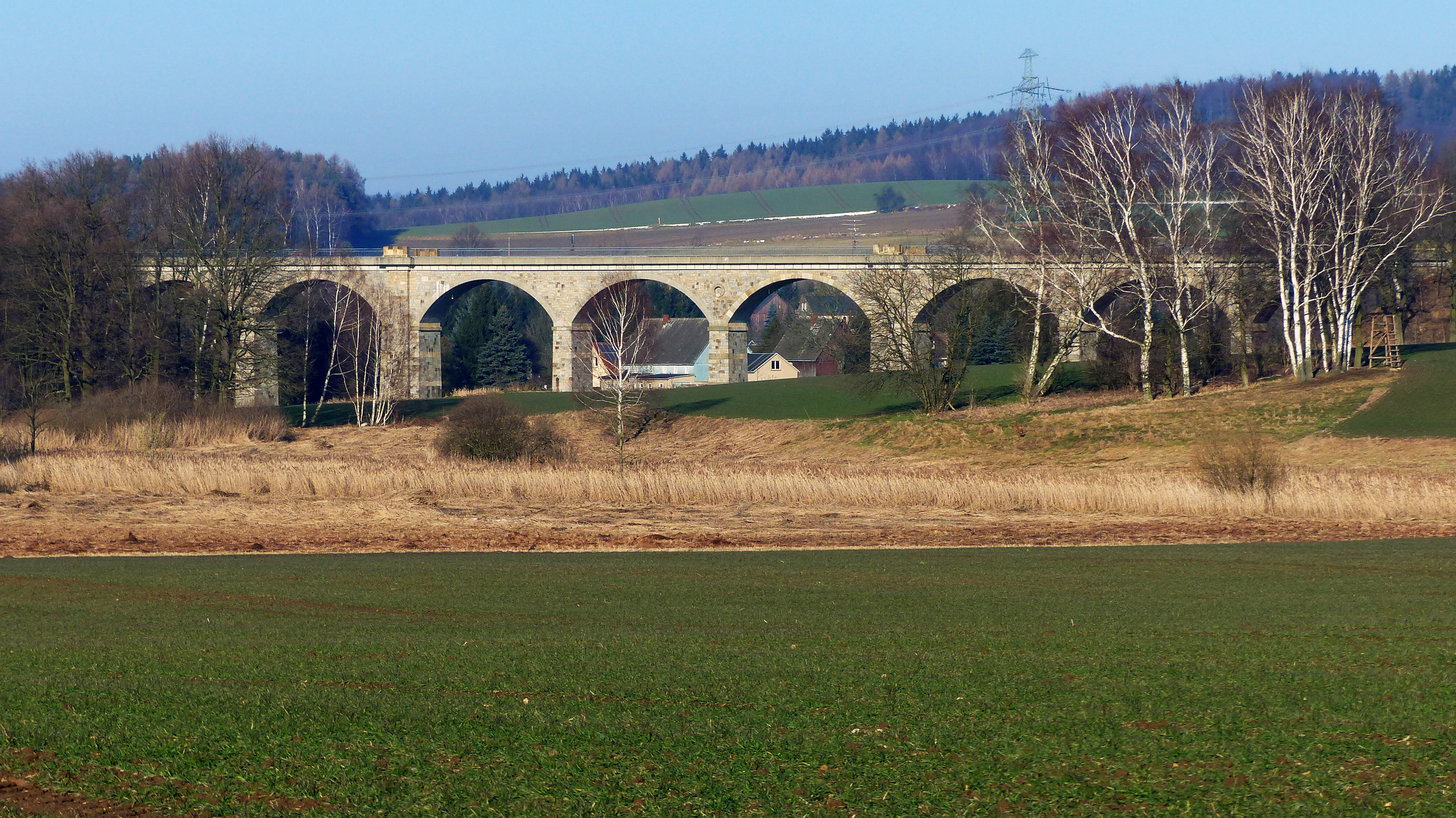
Viadukt Putzkau

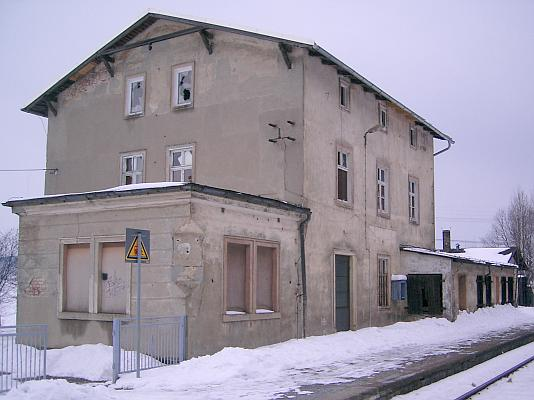
Haltepunkt Putzkau

Die Wirtschaft Putzkaus ist geprägt durch kleine und mittlere Unternehmen des verarbeitenden und Dienstleistungsgewerbes. Die größten hiervon sind die Straßenbaufirma Bistra Bau GmbH & Co. KG sowie die Fiedler Maschinenbau und Technikvertrieb GmbH.

### Verkehr
Putzkau verfügt über einen Haltepunkt an der Bahnstrecke Neukirch West–Bischofswerda, bedient durch Züge der Linie Dresden–Zittau. Durch den gesamten Ort führt die Bundesstraße 98.

### Bildung
In Putzkau befinden sich ein Kindergarten und eine Grundschule (Dr.-Alwin-Schade-Schule), die nach dem Botaniker, Lehrer und gebürtigen Putzkauer Friedrich Alwin Schade (1881–1976) benannt ist.

## Weiterführende Informationen